# 宇都宮ビジネス電子専門学校
宇都宮ビジネス電子専門学校（うつのみやビジネスでんしせんもんがっこう、英: Utsunomiya Business Denshi College）は、栃木県宇都宮市に位置する専修学校。略称はビジ電、UBDC。1984年に大久保登志正によって創立された私立学校であり、現在は息子の大久保知裕が理事長を務める。姉妹校として宇都宮アート&スポーツ専門学校（うつのみやアートアンドスポーツせんもんがっこう、英: Utsunomiya Art and Sports College）が存在し、前者の校長は羽石良久、後者の校長は市田英雄である。また堀威夫が両校の名誉顧問を務めている。

## 概説
1984年2月28日に認可された学校である。産業能率大学や自由が丘産能短期大学とのWスクール制度が導入されており、一部のコースを除き併修が可能となっている。また幼児保育ビジネス科では、豊岡短期大学通信教育部こども学科との併修による学習サポートが行われている。
1984年の創立当初から産業能率大学との併修制度は存在しており、現在までに多くの卒業生を送り出している。併修制度を行っている専門学校は多くあるが、ここまでの卒業率・資格取得・卒業生を出している専門学校は全国でも珍しい。
宇都宮アート&スポーツ専門学校は、1999年2月24日に認可された。開校の動機について創立者である大久保知裕は、「芸術や文化系の学校」は東京に集中しており、「親元から通えて学べる場所」にある学校が欲しいという要望があったため、県内初となる「芸術・文化系」専門学校を設立したと述べている。
2015年に開催された「若者が創るシニア世代の若さ発育ゲーム開発コンテスト」では、宇都宮ビジネス電子専門学校のチームによる作品『超町長モーレツ！ナイス街』が最優秀賞を受賞している。

## 設置学科

### 宇都宮ビジネス電子専門学校
電子情報処理科（情報処理 ゲーム分野、計7コース）
基本情報技術者や応用情報技術者などの情報処理技術者の国家資格の取得と、情報処理のスキルの習得を目指す。
公務員ビジネス科（計5コース）
公務員として働く上で必要な教養の習得と、採用試験の合格を目指す。
医療秘書科（医療事務分野、計4コース）
診療報酬請求事務能力認定試験などの各種資格試験の合格と、医療機関への就職を目指す。
経営情報科（Wスクール分野、計5コース）
産業能率大学の学士と、各専門分野（情報処理、経理、医療事務など）の資格の取得を目指す。
幼児保育ビジネス科（計2コース）
チャイルドマインダーや保育士などの資格取得を目指す。豊岡短期大学通信教育部こども学科との併修によって、幼稚園教員免許も取得可能である。
情報経理科（計2コース）
税理士国家試験の受験資格にもなっている日商簿記検定1級や全経簿記能力検定上級の合格を目指す。
経営ビジネス科（事務・販売 ホテル・ブライダル分野、計7コース）
レストランサービス技能士や販売士などの資格取得を目指す。

### 宇都宮アート&スポーツ専門学校
- スポーツビジネス科（スポーツ分野、計４コース）
- 芸術・デザイン科（マンガ・アニメイラスト分野、計4コース）
- 声優・アナウンス科（声優・タレント・俳優分野、計5コース）
- 文芸創作科（ライトノベル・小説分野、計4コース）
- 情報ビジネス科（AI・IT分野、計2コース）

## 交通アクセス
鉄道における最寄り駅は東武宇都宮線の東武宇都宮駅である。JR宇都宮駅からもスクールバスまたは路線バスが運行されている。

## 著名な関係者

### 講師
- 長谷邦夫（故人）
- 高瀬美子
- 松浦有希：アート&スポーツの校歌 「夢に向かって ～宇都宮アート&スポーツ～」の作曲者

### 卒業生
- 檜山大輔 - 宇都宮アート&スポーツ専門学校マンガ・アニメ科マンガ家・コミック養成コース卒業[7]。
- 横山知生 - 同上[7]。
- 樹くるみ - 宇都宮アート&スポーツ専門学校声優・アナウンス科卒業[8]。
- 小森拓真 - 同上[9]。

## その他
- 国家資格の基本情報技術者試験（FE）の午前科目免除制度の認定校となっており[10][11]、電子情報処理科または経営情報科（Wスクール）にて講座を受講し、修了試験に合格することで、FEの午前科目が免除される。
- ビジネス電子およびアート&スポーツの各学科の2年制または3年制[注釈 1]のコースの卒業生[注釈 2]は、ビジネス電子の経営情報科の3年次に編入学する資格がある。